# Pro București 2020
Pro București 2020 a fost o alianță electorală între partidul lui Victor Ponta (PRO România) și partidul nou creat al lui Robert Negoiță. Această alianță a avut candidați la alegerile locale din 27 septembrie 2020 în toate sectoarele Bucureștiului și la primăria capitalei. La sectoarele 1, 2, 4, 5 și 6 candidații au fost din partea PRO România și la sectorul 3 a candidat Robert Negoiță, actualul primar din partea partidului București 2020 (B2020).